# Sosístrato I de Siracusa
Sosístrato I de Siracusa (Sostratus, Sustratos Σωσίστρατος) para diferenciarlo de su nieto: Sosístrato de Agrigento o Sosístrato II de Siracusa. Fue un dirigente de la república en Siracusa que compartía el poder con Heráclides, unos años antes de la subida al poder de Agatocles.

## Primeros años
Diodoro de Sicilia lo describe como traidor, sanguinario y criminal; la parte en que menciona su subida al poder se ha perdido. Dirigió junto a Heráclides la expedición enviada por Siracusa en apoyo de Crotona contra los brucios y luego otra expedición que sitió Rhégion.

## En el poder
Sosístrato habría tenido la dirección suprema y después fue considerado tirano absoluto de Siracusa, al parecer tras el triunfo del partido oligárquico en una revolución en la ciudad; al poco fue expulsado junto con 600 hombres por una contrarrevolución del partido democrático; estalló la guerra entre los demócratas, que dominaban la ciudad, y los exiliados que tenían el apoyo cartaginés.
Finalmente los exiliados pudieron volver a la ciudad para un arreglo pero quizás Sosístrat fue excluido del acuerdo, ya que aunque luego aparece en el gobierno el partido oligárquico su nombre no se menciona en las revoluciones que acabaron con la subida al poder de Agatocles el 317 a. C.
Vuelve a ser mencionado el 314 a. C. cuando era uno de los más activos exiliados siracusans reunidos en Agrigento, desde donde hacían la guerra en Agatocles; se ganó la enemistad del espartano Acrótato que finalmente le hizo asesinar.
| Predecesor: Timoleón (tirano) | Jefe de la Oligarquía en Siracusa 337 - 317 a. C. | Sucesor: Agatocles (tirano) |

- Datos: Q24938554